# Steam (album East 17)
Steam è il secondo album della boy band inglese East 17 uscito nel 1994.

## Tracce
1. Steam
2. Hold My Body Tight
3. Deep
4. House of Love
5. Stay Another Day
6. It's Alright
7. Around the World
8. Let It Rain
9. Be There
10. Let It All Go
11. Set Me Free
12. Hold My Body Tight (Danny Tenaglia Edit)